# Телль-Калах (район)
Телль-Калах (араб.  منطقة تلكلخ ‎) — район (минтака) в составе мухафазы Хомс, Сирия.
Административный центр — город Телль-Калах.

## География
Район расположен в западной части мухафазы. На востоке граничит с районом Хомс, на западе — с территорией мухафазы Тартус, на юге — с территорией Ливана.

## Административное деление
Административно район Телль-Калах разделён на четыре нахии:
| Нахия       | Административный центр | Население (2004 г.), чел. | Карта |
| ----------- | ---------------------- | ------------------------- | ----- |
| Телль-Калах | Телль-Калах            | 62 069                    |       |
| Хадида      | Хадида                 | 25 998                    |       |
| Эль-Хаваш   | Эль-Хаваш              | 24 684                    |       |
| Эн-Насира   | Эн-Насира              | 16 678                    |       |